# ويلسون أرماس
ويلسون أرماس هو لاعب كرة قدم إكوادوري في مركز الدفاع، ولد في 2 أبريل 1958 في إيبارا في الإكوادور. لعب مع نادي أوكاس.

## وصلات خارجية
- ويلسون أرماس على موقع ناشيونال فوتبول تيمز (الإنجليزية)